# Ludolf von Alvensleben
Ludolf von Alvensleben (Halle, 17 de marzo de 1901 - Santa Rosa de Calamuchita, 17 de marzo de 1970), también conocido como «Bubi» von Alvensleben, fue un funcionario de las SS de la Alemania nazi. Ocupó cargos de líder de las SS y de la policía en la Polonia ocupada y la Unión Soviética.

## Biografía

### Primeros años

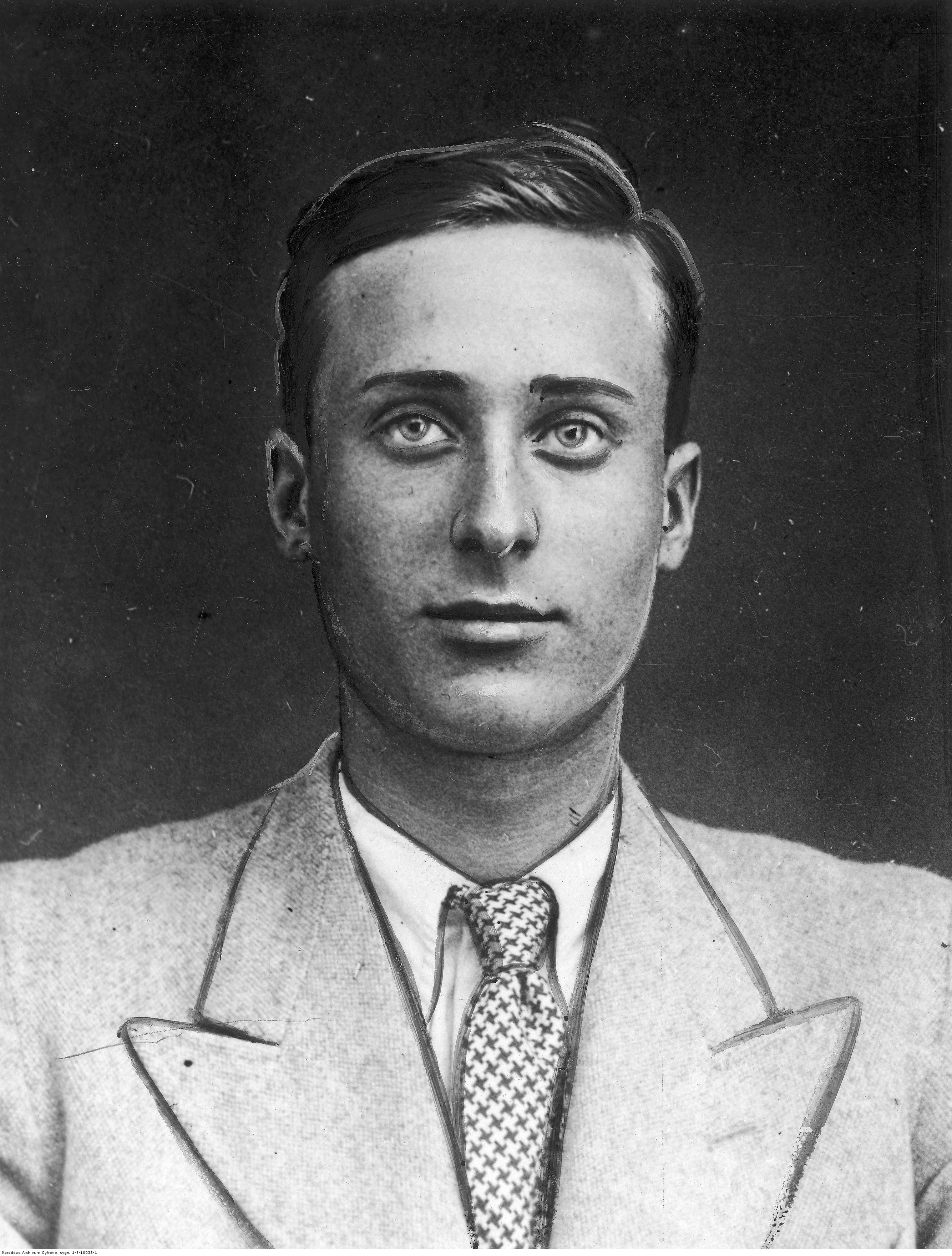
Retrato de Ludolf von Alvensleben alrededor de 1930

Alvensleben nació en Halle, en la prusiana provincia de Sajonia, perteneciente a la familia noble von Alvensleben. Su padre era el general de división prusiano Ludolf von Alvensleben (1844-1912). Su madre, Antoinette von Alvensleben (nacida Freiin von Ricou, 1870-1950), era la viuda de Adolf Freiherr von Almey, con quien tuvo dos hijos: Gerhard Freiherr von Almey y Maria-Louise Gräfin von Burgund, hermanastros de Ludolf. El padre de Ludolf ya se había retirado del servicio activo para administrar la casa de la familia en el castillo de Schochwitz, que había sido heredado del abuelo de Alvensleben, el general prusiano Hermann von Alvensleben (1809-1887).

### Miembro del Partido Nazi y de las SS
Alvensleben se unió al NSDAP y las SA en 1929. Pronto se convirtió en jefe de la sucursal local en Eisleben y jefe de distrito en Mansfelder Land. Desde julio de 1931, presidió el cuerpo motorizado de las SA en la Gau de Halle-Merseburg. Alvensleben dejó las SA en 1932; en ese momento estaba muy endeudado y tenía antecedentes penales considerables por cargos que incluían difamación y delito de tránsito.
Después del Machtergreifung, él y el Gauleiter Rudolf Jordan, el 12 de febrero de 1933, organizaron un ataque violento de paramilitares de las SA y las SS contra funcionarios comunistas en Eisleben, en el que murieron tres hombres y muchos otros resultaron heridos, un evento conocido más tarde como «el domingo sangriento de Eisleben». En marzo de 1933, Alvensleben se convirtió en miembro de la dieta provincial y del Landtag prusiano, a partir del 12 de noviembre de 1933, también fue miembro del Reichstag.
El 5 de abril de 1934, se unió a las SS y se convirtió en comandante del 46.º Regimiento en Dresde en el rango de Obersturmbannführer. El 22 de agosto de 1934, Alvensleben recibió una reprimenda del Reichsführer-SS Heinrich Himmler por haber insultado a una mujer en Leipzig en abril. A partir del 1 de octubre de 1935, asumió el liderazgo del 26.º Regimiento SS en su ciudad natal, Halle. Su avance continuó, cuando se convirtió en comandante del SS-Distrito X en Stuttgart el 20 de septiembre de 1936, y comandante del SS-Distrito XXXIII en Schwerin el 1 de julio de 1937.

### Segunda Guerra Mundial

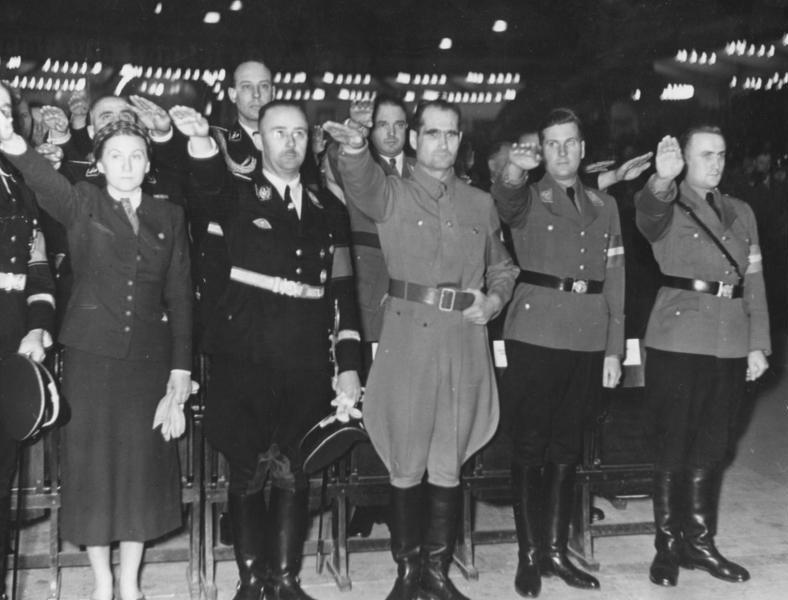
Desfile de las Juventudes Hitlerianas, Berlín Sportpalast, 13 de febrero de 1939: Gertrud Scholtz-Klink, Heinrich Himmler, Rudolf Hess, Baldur von Schirach y Artur Axmann; Alvensleben se encuentra detrás de Himmler.

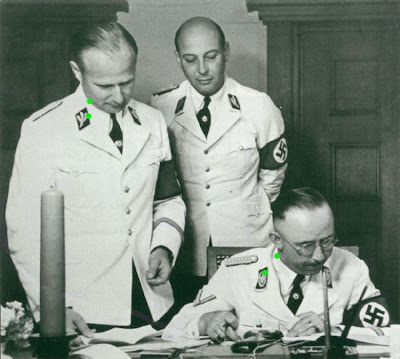
Ludolf von Alvensleben (centro) junto a Karl Wolff (izquierda) y Heinrich Himmler (derecha), alrededor de 1938-1939.

La carrera de Alvensleben continuó después de la invasión de Polonia en 1939 como comandante de la organización Volksdeutscher Selbstschutz ("Autodefensa alemana") en lo que se convertiría en el recién establecido Reichsgau de Danzig-Prusia Occidental. Las fuerzas paramilitares Selbstschutz, formadas por miembros de la minoría alemana en Polonia y lideradas por oficiales de las SS, realizaron ejecuciones masivas durante la Intelligenzaktion Pommern en el «Valle de la muerte de Fordon», las masacres de Piaśnica y otras atrocidades. En una carta a Himmler, Alvensleben se quejó de que los escrupulosos oficiales de la Wehrmacht eran demasiado débiles para tomar medidas drásticas. En 1939 confiscó las mansiones de propiedad de judíos de Rucewo y Rucewko en Reichsgau Wartheland.

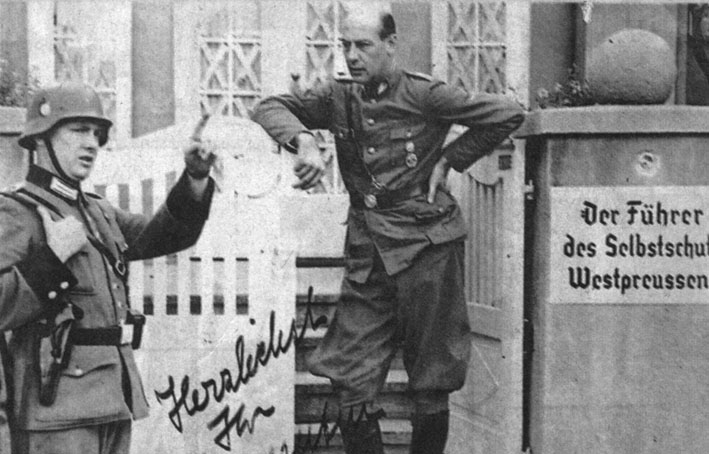
Alvensleben como comandante del Volksdeutscher Selbstschutz en Bydgoszcz, 1939.

En diciembre de 1939, Alvensleben fue nombrado miembro del personal al mando de Friedrich-Wilhelm Krüger, el líder de las SS y la policía en Cracovia, Gobierno General. El 23 de mayo de 1940, fue ascendido al rango de Hauptsturmführer en las Waffen-SS. Desde febrero de 1941 estuvo al servicio de las SS-Reichssicherheitshauptamt, asumió el mando de las SS y el líder de la policía en Chernigov el 22 de octubre de 1941 y de Simferopol en Crimea el 19 de noviembre. Desde el 6 de octubre de 1943, ocupó este cargo en Nikolaev en el rango de Mayor General, oficialmente asignado al Grupo de Ejércitos A; su mandato estuvo acompañado de irregularidades y más ejecuciones en masa.
El 19 de febrero de 1944, sucedió a Udo von Woyrsch como Superior SS y Líder de la Policía en Dresde. Aprovechó la ocasión para tomar medidas contra sus acreedores, como Carl Wentzel, quien fue denunciado después del complot del 20 de julio, arrestado y ejecutado, después de lo cual Alvensleben pudo liberar su señorío muy endeudado en Schochwitz. En los últimos días de la guerra, dejó Dresde y huyó a Occidente.

### Posguerra

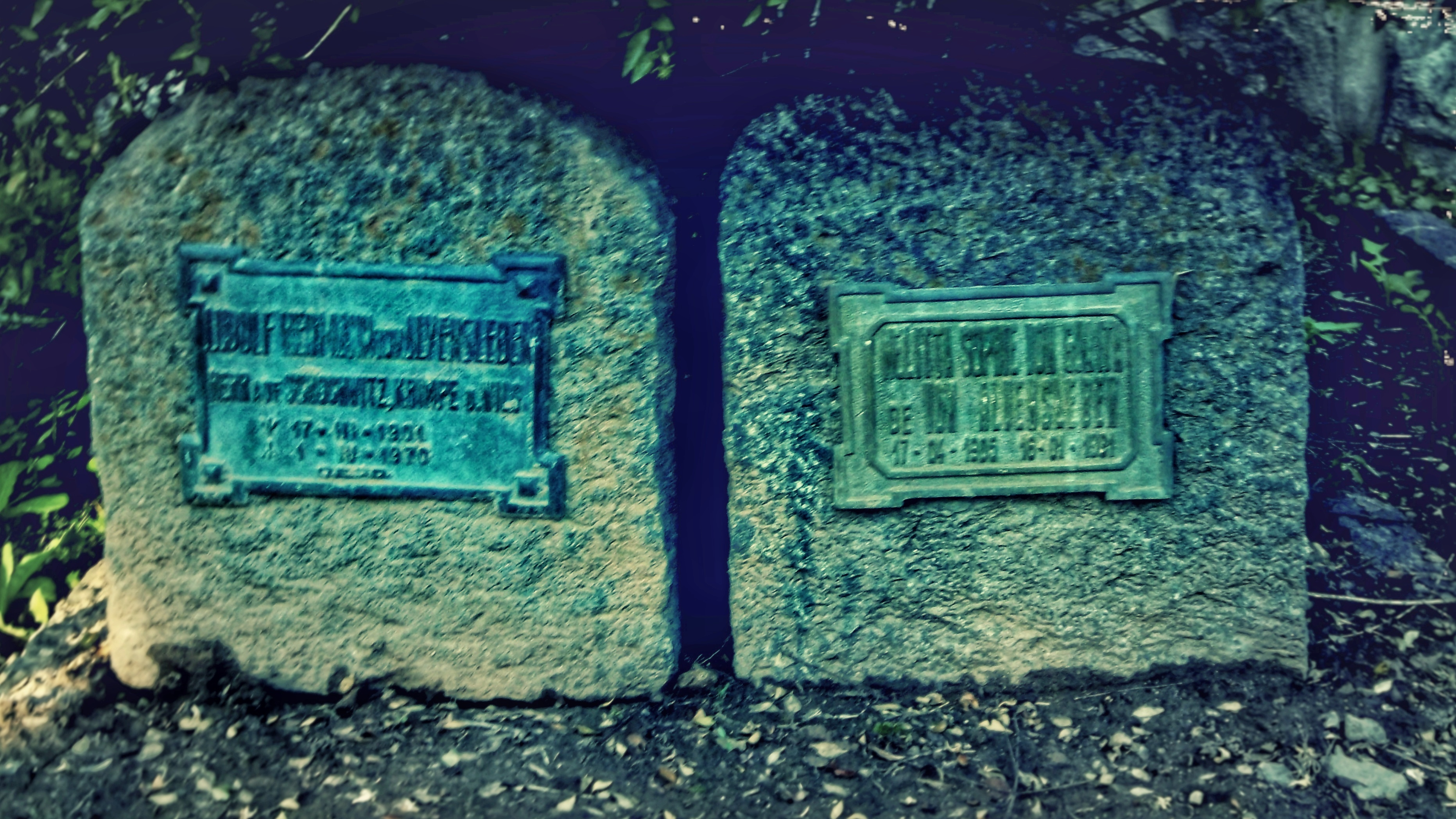
Tumbas de Ludolf von Alvensleben (izquierda) y su esposa Melitta Sophie von Guaita (derecha) en el cementerio municipal de Santa Rosa de Calamuchita, Argentina.

En abril de 1945, Alvensleben fue capturado y retenido en cautiverio británico. A fines de 1945, escapó del campo de concentración de Neuengamme en Hamburgo. Después de una corta estadía en Schochwitz, huyó con su familia hacia Argentina a principios de 1946. Aunque no hay datos precisos sobre la fecha de su llegada al país, un documental del año 2000 registra que el 27 de noviembre de 1952, el gobierno de Juan Domingo Perón le otorgó la ciudadanía[cita requerida] argentina a von Alvensleben bajo el nombre falso de Carlos Lücke. Vivió hasta julio de 1956 en Buenos Aires y luego se mudó a la localidad cordobesa de Santa Rosa de Calamuchita.
Desde noviembre de 1952, se desempeñó como inspector de piscicultura, designado por el entonces Instituto Provincial de Asuntos Agrarios y Colonización de la provincia de Córdoba. En 1963 fue concejal de la citada ciudad cordobesa por la UCR, donde también fue presidente del desaparecido club de fútbol Club Unión.
En enero de 1964, el gobierno de Arturo Illia denegó su extradición.